# Mas Collell
El Mas Bofill o Mas Collell és una masia de Palamós (Baix Empordà) inclosa a l'Inventari del Patrimoni Arquitectònic de Catalunya. En l'actualitat el mas compleix la funció per la que fou construït i podem veure que les terres de la rodalia s'estan explotant. L'estat de conservació de l'edifici és molt bo i no ha sofert reformes importants.
L'edifici té tres plantes i està cobert amb teulada a dues vessants. La planta es divideix en tres crugies i la del centre està coberta amb volta de canó d'arestes. Al primer pis hi ha la gran sala oberta a l'exterior per un balcó. Les finestres estan emmarcades amb pedra de granit ben escairada. Al costat esquerre s'obre una petita galeria de tres i barana de ferro. El parament està arrebossat i a la façana es conserva un rellotge de sol. La llinda de la porta principal té gravada la data de 1762. Sembla que el pati és posterior, ja que al portal s'hi pot llegir: "Sebastià Basja nei en 1848".